# Parapomempsoides camerunica
Parapomempsoides camerunica är en skalbaggsart som beskrevs av Stefan von Breuning 1981. Parapomempsoides camerunica ingår i släktet Parapomempsoides och familjen långhorningar. Inga underarter finns listade i Catalogue of Life.